# Massaschlucht
Die Massaschlucht ist eine 6,5 Kilometer lange Schlucht, welche in Blatten bei Naters bei der Staumauer Gibidum beginnt und in Bitsch VS endet. Die Höhendifferenz der Schlucht beträgt insgesamt 600 Meter.

## Geschichte
Die beeindruckende Felslandschaft wurde über Jahrtausende hinweg durch Eis und Schmelzwasser geschaffen. 1385 wird die Suone Riederi, die durch die Massaschlucht führt, erstmals urkundlich erwähnt. Das Wasser wurde in hölzernen Kännel um die Felswände geleitet. Der Bau und Unterhalt der Suone war lebensgefährlich und forderte immer wieder Todesopfer.
Heute ist die Massaschlucht ein Ausflugsziel für Wanderer und Abenteuerlustige. Neben dem Massaweg hoch über der Schlucht kann man beim Canyoning diese hautnah erleben.

Massaschlucht
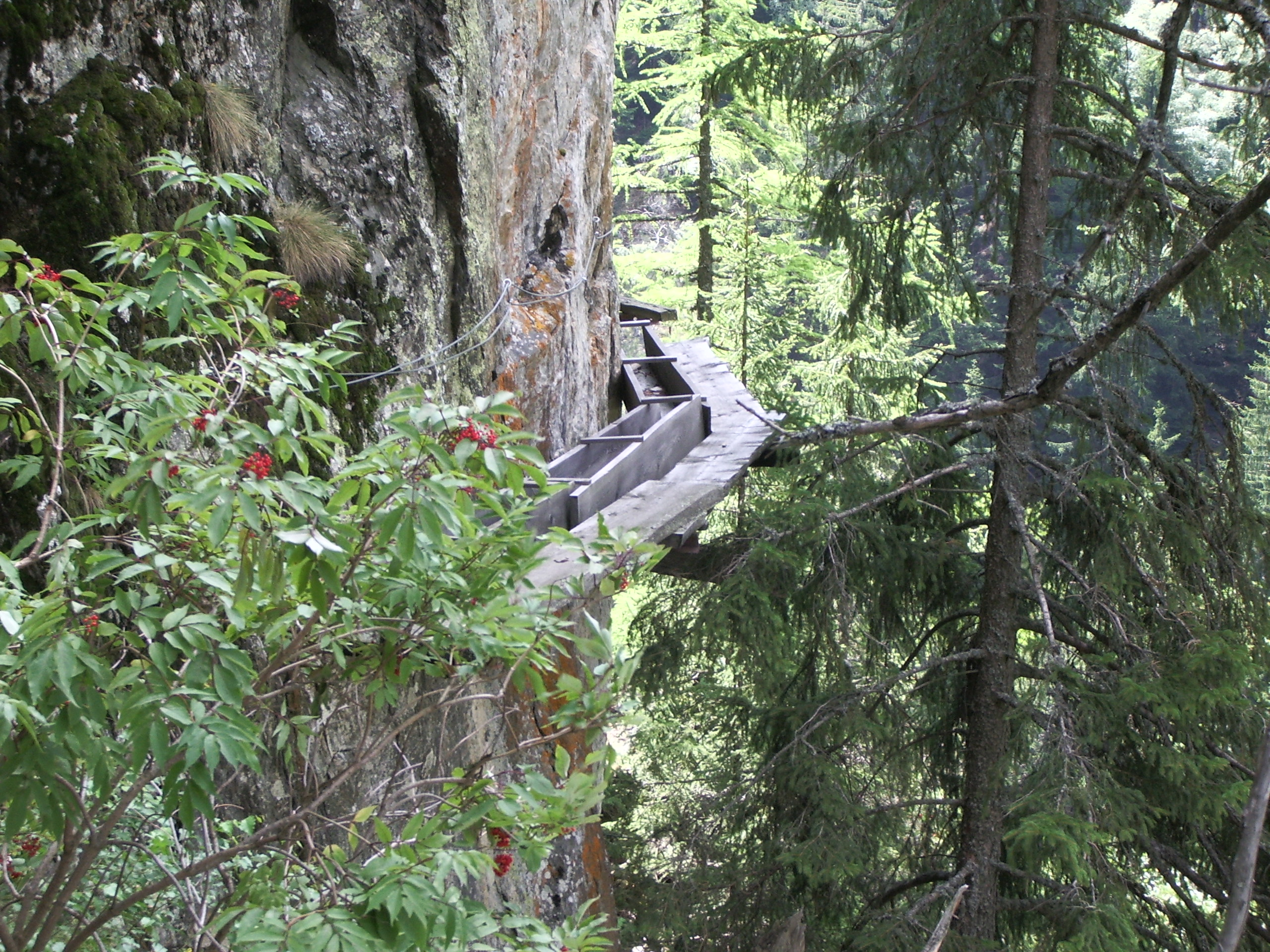
Hölzerner Kännel in der Massaschlucht
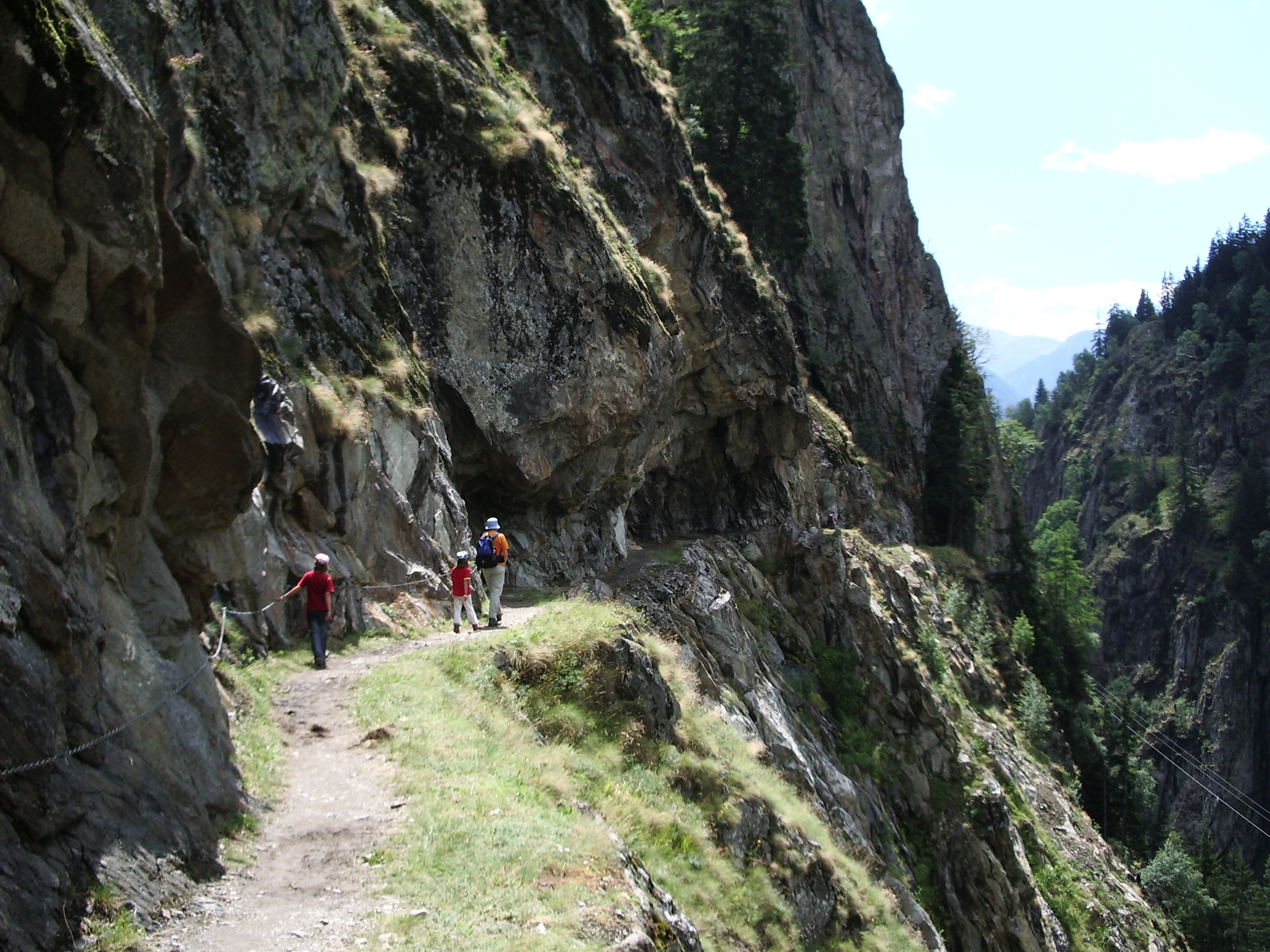
Wanderweg in der Massaschlucht
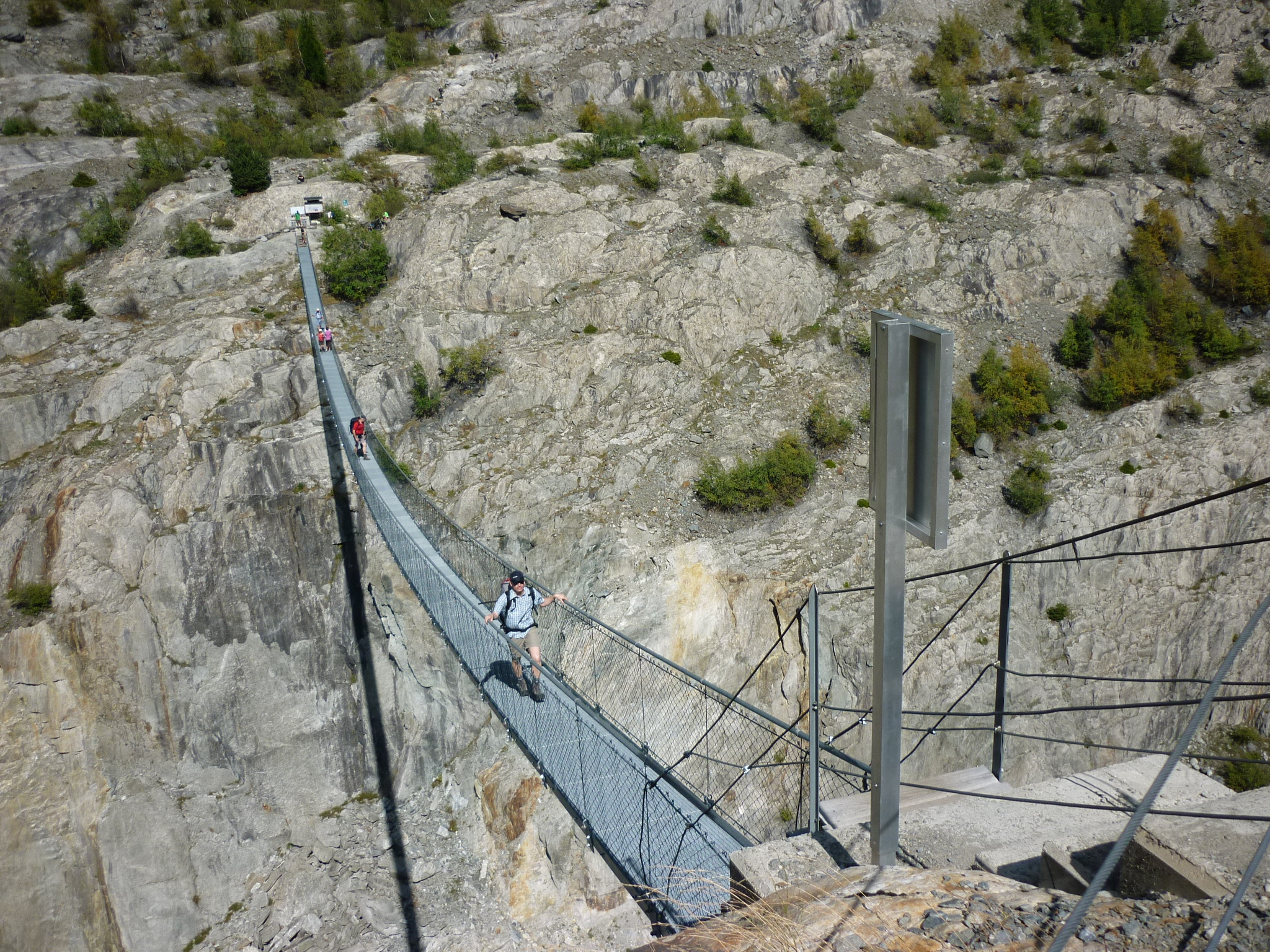
Spannbandbrücke über die Massa auf dem Wanderweg Belalp-Riederalp
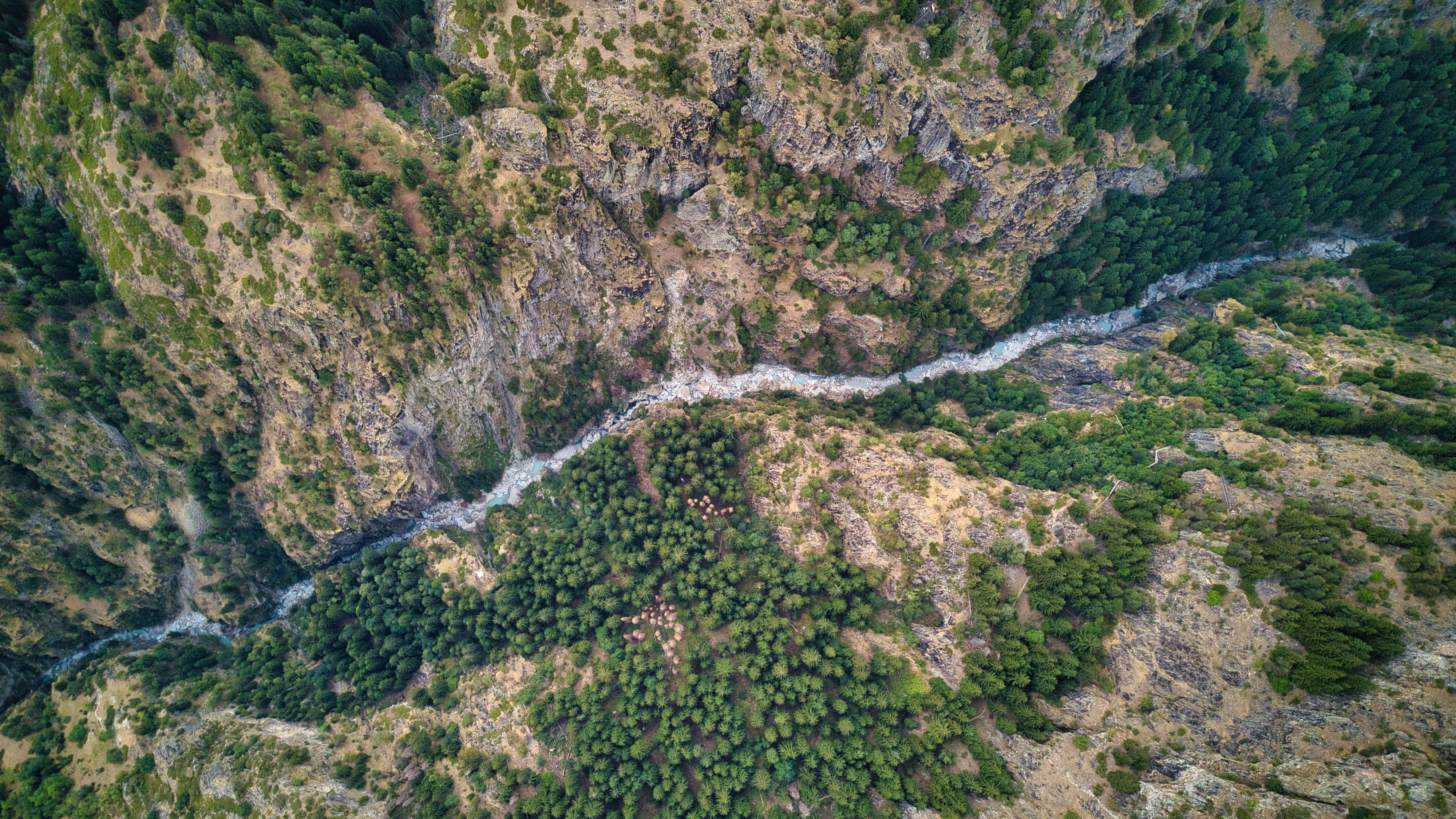
Massaschlucht aus der Vogelperspektive
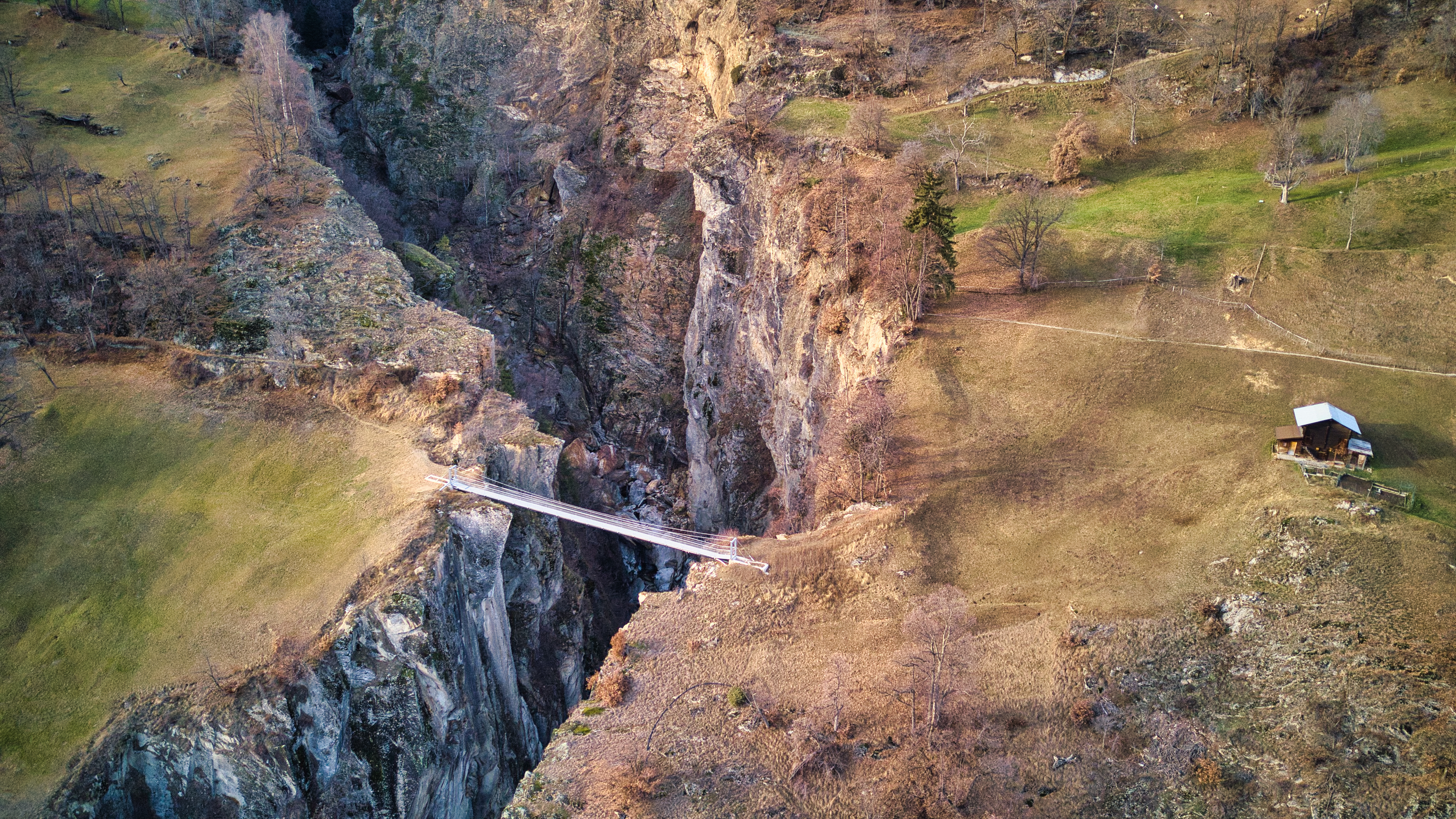
Massaschlucht mit Brücke bei Bitsch

## Streckenverlauf
Der Wanderweg schliesst die Lücke zwischen der BLS-Südrampe und dem Gommer Höhenweg. In Blatten (1327 m ü. M.) durchquert man das Dorf und wandert durch die Blattnerschlucht zur Gebidembrücke. Über Gragg erreicht man die Riederi, eine 1385 erstmals erwähnte Wasserleitung, und folgt deren Trassee auf einem neu ausgesprengten, luftigen Weg hoch über der Massaschlucht. Die steilste Felswand, um die bis Ende der 1930er Jahre in schwindelerregender Höhe sechs lange Kännel führten, wird heute durch einen kurzen Tunnel umgangen. Der Wanderweg führt weiter auf den Spuren der Riederi. Nach zirka 3 Stunden erreicht man Ried-Mörel (1175 m. ü. M.).

## Erschliessung
- 1964: Die Electra-Massa AG baute die 120 Meter hohe Staumauer im Gibidum, um die natürliche Wasserenergie nutzen zu können. Es wagten sich allerdings am Anfang nur Jäger und Kristallsucher in die trockengelegte Schlucht.
- Die Schlucht wurde darauf von Bergführern aus dem Aletschgebiet in ihrer ganzen Länge begehbar gemacht, indem fixe Abseilstellen eingerichtet wurden.
- 1998 wurde von Blatten ein eigener Zugang zum Massaweg erstellt. Er führt entlang der teilweise wieder renovierten Suone bis Ried-Mörel. Die Wanderung dauert ca. 3 Stunden.
- 1999 wurde ein neuer Klettersteig rund um den Stausee erstellt.
- 2008 wurde die neue 124 Meter lange Spannbandbrücke über die 80 Meter tiefe Massaschlucht im UNESCO-Welterbe Schweizer Alpen Jungfrau-Aletsch eröffnet. Der wegen der Gletscherschmelze nicht mehr über den Gletscher geführte Wanderweg Belalp-Riederalp verkürzte sich von 8 auf 5 Stunden.